# Brescia-Napoli - Classica in moto d'epoca
La Brescia-Napoli, evento riconosciuto dalla Federazione Motociclistica Italiana, è una manifestazione motociclistica di mezzi d'epoca che corre da Brescia a Napoli per circa 1000 km in quattro giornate.
Il viaggio si caratterizza come gara a squadre – ognuna composta da 4 motociclisti – che competono tra loro.
La gara è contraddistinta da un road-book che indica punti passaggio di particolare attrattiva, alcuni opzionali e altri obbligatori: ogni squadra disegna il suo percorso. A fine giornata, fotografie strategiche e scontrini della pausa pranzo sono gli originali strumenti di verifica per confermare il transito dei viaggiatori.
(Paolo Pezzotti, dal libro "La Brescia-Napoli", ed. 2020)

## La storia
Il progetto è iniziato nel 2016: in questo primo viaggio furono cinque le moto d’epoca in corsa, la più vecchia fu una Royal Enfield del 1940; accompagnate solo da una Fiat 1100 del 1956, che trasportava bagagli e pochissima attrezzatura, attraversarono l’Italia con lo spirito che guida l'avventura da allora. Un cammino sulle spalle della storia, tra borghi e percorsi della splendida Italia, che ogni anno parte con l’obiettivo di legare lungo il viaggio diverse comunità e, soprattutto, di promuovere collaborazione e gioco di squadra.
Da allora, ogni anno, il gruppo di avventurieri centauri è cresciuto.
Nel corso degli anni, la motocicletta più vecchia iscritta è stata una Guzzi Sport 14 del 1930; la più giovane, sempre della scuderia Moto Guzzi, una Idroconvert del 1978. La motocicletta di minor cilindrata in gara è stata una Morini Corsarino 48cc del 1967, la più potente e forse anche più preziosa una Vincent HDR del 1947.

## Il percorso
Come da regolamento e tradizione, il percorso è libero: vengono indicati i punti di partenza e di arrivo, da raggiungere in fasce orarie prestabilite, e alcuni punti intermedi di controllo durante la giornata, tra i quali scegliere a proprio piacere. Ogni edizione disegna un percorso nuovo, per visitare paesaggi sempre diversi:
- 2016 e 2017 | Brescia • Bagno di Romagna • Civita Castellana • Formia • Napoli
- 2018 | Brescia • Bertinoro • Spello • Nettuno • Napoli
- 2019 e 2020 | Brescia • Sarzana • Buonconvento • Nettuno • Napoli
- 2021 | Brescia • Ravenna • Recanati • Termoli • Napoli
- 2022 | Brescia • Firenze • Spoleto • Sperlonga • Napoli